# Province de Chiclayo
La province de Chiclayo (en espagnol : Provincia de Chiclayo) est l'une des trois  provinces de la région de Lambayeque, dans le centre du Pérou. Son chef-lieu est la ville de Chiclayo. Elle fait partie du diocèse de Chiclayo.

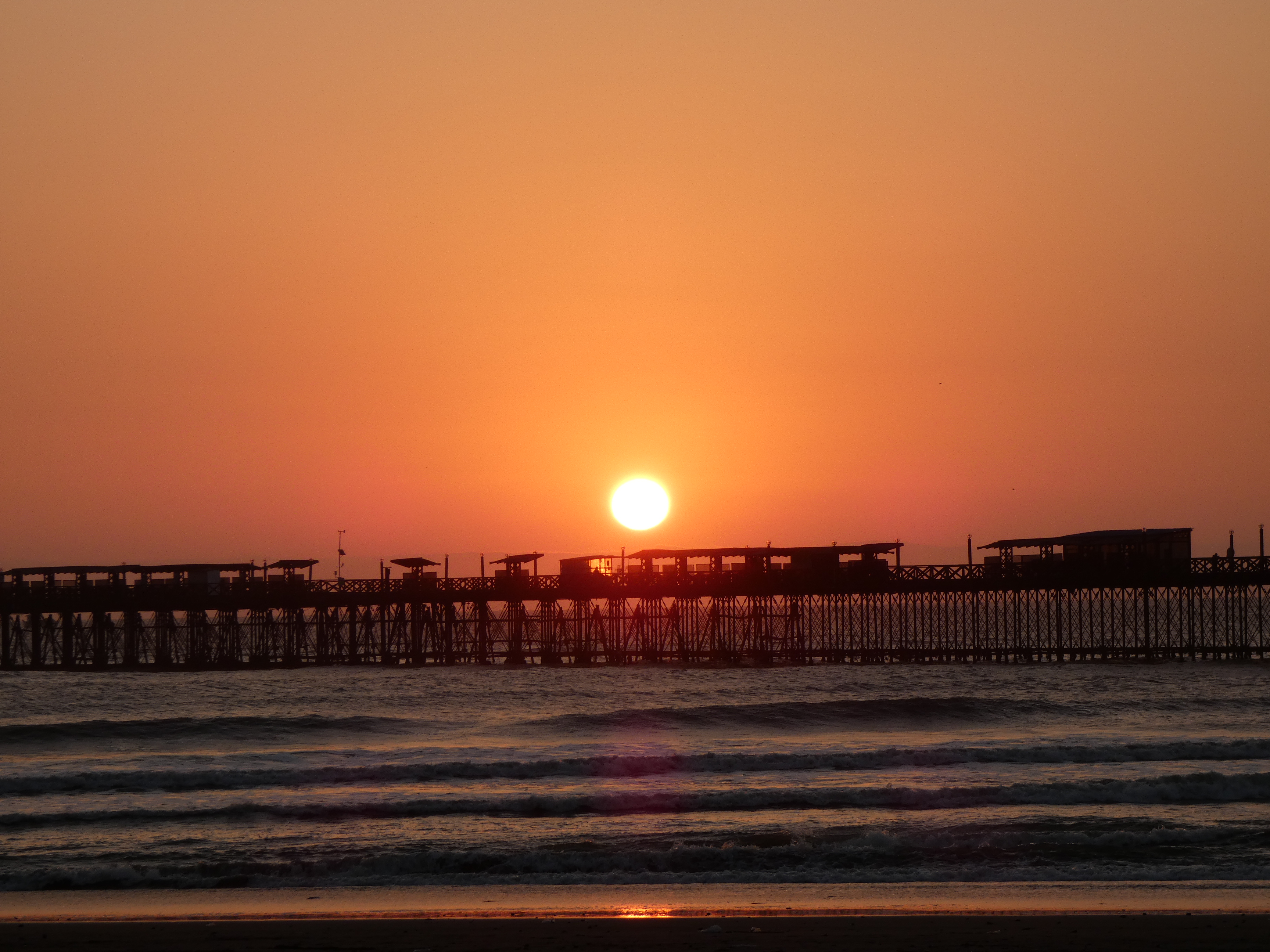
Coucher de soleil sur la jetée de Pimentel, Pérou

## Géographie
La province couvre une superficie de 3 288,07 km2. Elle est limitée au nord par la province de Lambayeque et la province de Ferreñafe, à l'est par la région de Cajamarca, au sud par la région de La Libertad et à l'ouest par l'océan Pacifique.

## Population
La population de la province s'élevait à 757 452 habitants en 2007.

## Subdivisions
La province de Chiclayo est divisée en vingt districts :
- Cayalti[2]
- Chiclayo[3]
- Chongoyape[4]
- Etén[5]
- José Leonardo Ortiz[6]
- La Victoria[7]
- Lagunas[8]
- Monsefu[9]
- Nueva Arica
- Oyotún
- Patapo
- Picsi
- Pimentel
- Pomalca[10]
- Pucalá
- Puerto Etén
- Reque
- Santa Rosa
- Tumán
- Saña